# Dreiband-Europameisterschaft der Junioren 2003

Logo CEB (ausrichtender Verband)

Die Dreiband-Europameisterschaft der Junioren 2003 war ein Turnier in der Karambolagedisziplin Dreiband und fand vom 9. bis 9. Februar in Coburg statt.

## Modus
Gespielt wurde mit 16 Teilnehmern in vier Gruppen à vier Spielern im Round-Robin-Modus. Die beiden Gruppenbesten qualifizierten sich für das Viertelfinale. Bei Punktegleichheit zählte der direkte Vergleich. Die Partiedistanz betrug zwei Gewinnsätze à 15 Punkte.

## Qualifikation
| Abschlusstabelle Gruppe A | Abschlusstabelle Gruppe A | Abschlusstabelle Gruppe A | Abschlusstabelle Gruppe A | Abschlusstabelle Gruppe A | Abschlusstabelle Gruppe A | Abschlusstabelle Gruppe A | Abschlusstabelle Gruppe A | Abschlusstabelle Gruppe A |
| Platz                     | Name                      | PP                        | SP                        | Pkte                      | Aufn.                     | GD                        | BED                       | HS                        |
| ------------------------- | ------------------------- | ------------------------- | ------------------------- | ------------------------- | ------------------------- | ------------------------- | ------------------------- | ------------------------- |
| 1                         | Filipos Kasidokostas      | 6                         | 6:0                       | 104                       | 63                        | 1,650                     | 2,000                     | 11                        |
| 2                         | Can Çapak                 | 4                         | 5:2                       | 84                        | 71                        | 1,183                     | 1,304                     | 6                         |
| 3                         | Balázs Léb                | 2                         | 2:5                       | 69                        | 113                       | 0,610                     | 0,602                     | 6                         |
| 4                         | Christian Mooren          | 0                         | 1:6                       | 59                        | 109                       | 0,541                     | -                         | 4                         |

| Abschlusstabelle Gruppe B | Abschlusstabelle Gruppe B | Abschlusstabelle Gruppe B | Abschlusstabelle Gruppe B | Abschlusstabelle Gruppe B | Abschlusstabelle Gruppe B | Abschlusstabelle Gruppe B | Abschlusstabelle Gruppe B | Abschlusstabelle Gruppe B |
| Platz                     | Name                      | PP                        | SP                        | Pkte                      | Aufn.                     | GD                        | BED                       | HS                        |
| ------------------------- | ------------------------- | ------------------------- | ------------------------- | ------------------------- | ------------------------- | ------------------------- | ------------------------- | ------------------------- |
| 1                         | Rubén Legazpi             | 6                         | 6:1                       | 102                       | 92                        | 1,108                     | 1,578                     | 8                         |
| 2                         | Mathieu Falcioni          | 4                         | 4:2                       | 78                        | 101                       | 0,772                     | 1,200                     | 6                         |
| 3                         | Miroslav Baca             | 2                         | 3:5                       | 80                        | 124                       | 0,645                     | 0,750                     | 8                         |
| 4                         | Martien van der Spoel     | 0                         | 1:6                       | 72                        | 97                        | 0,742                     | -                         | 6                         |

| Abschlusstabelle Gruppe C | Abschlusstabelle Gruppe C | Abschlusstabelle Gruppe C | Abschlusstabelle Gruppe C | Abschlusstabelle Gruppe C | Abschlusstabelle Gruppe C | Abschlusstabelle Gruppe C | Abschlusstabelle Gruppe C | Abschlusstabelle Gruppe C |
| Platz                     | Name                      | PP                        | SP                        | Pkte                      | Aufn.                     | GD                        | BED                       | HS                        |
| ------------------------- | ------------------------- | ------------------------- | ------------------------- | ------------------------- | ------------------------- | ------------------------- | ------------------------- | ------------------------- |
| 1                         | Sergio Jiménez            | 6                         | 6:2                       | 114                       | 112                       | 1,017                     | 1,500                     | 8                         |
| 2                         | Bart Ceulemans            | 2                         | 4:5                       | 101                       | 142                       | 0,711                     | 0,688                     | 6                         |
| 3                         | Alain Houlman             | 2                         | 4:5                       | 108                       | 167                       | 0,646                     | 0,698                     | 7                         |
| 4                         | Philipp Leu               | 2                         | 3:5                       | 83                        | 116                       | 0,715                     | 0,933                     | 6                         |

| Abschlusstabelle Gruppe D | Abschlusstabelle Gruppe D | Abschlusstabelle Gruppe D | Abschlusstabelle Gruppe D | Abschlusstabelle Gruppe D | Abschlusstabelle Gruppe D | Abschlusstabelle Gruppe D | Abschlusstabelle Gruppe D | Abschlusstabelle Gruppe D |
| Platz                     | Name                      | PP                        | SP                        | Pkte                      | Aufn.                     | GD                        | BED                       | HS                        |
| ------------------------- | ------------------------- | ------------------------- | ------------------------- | ------------------------- | ------------------------- | ------------------------- | ------------------------- | ------------------------- |
| 1                         | Stéphane Schillinger      | 6                         | 6:1                       | 103                       | 118                       | 0,872                     | 1,048                     | 6                         |
| 2                         | Wesley de Jaeger          | 4                         | 4:3                       | 91                        | 111                       | 0,819                     | 1,304                     | 6                         |
| 3                         | Thomas Knudsen            | 2                         | 2:5                       | 68                        | 100                       | 0,680                     | 1,050                     | 4                         |
| 4                         | Christo Korilis           | 0                         | 3:6                       | 98                        | 130                       | 0,753                     | -                         | 6                         |

## Endrunde
|  | Viertelfinale Spiel auf zwei Gewinnsätze | Viertelfinale Spiel auf zwei Gewinnsätze | Viertelfinale Spiel auf zwei Gewinnsätze | Viertelfinale Spiel auf zwei Gewinnsätze | Viertelfinale Spiel auf zwei Gewinnsätze | Viertelfinale Spiel auf zwei Gewinnsätze |                  |                | Halbfinale Spiel auf zwei Gewinnsätze | Halbfinale Spiel auf zwei Gewinnsätze | Halbfinale Spiel auf zwei Gewinnsätze | Halbfinale Spiel auf zwei Gewinnsätze | Halbfinale Spiel auf zwei Gewinnsätze | Halbfinale Spiel auf zwei Gewinnsätze |      |      | Finale Spiel auf zwei Gewinnsätze | Finale Spiel auf zwei Gewinnsätze | Finale Spiel auf zwei Gewinnsätze | Finale Spiel auf zwei Gewinnsätze | Finale Spiel auf zwei Gewinnsätze | Finale Spiel auf zwei Gewinnsätze |
|  |                                          |                                          |                                          |                                          |                                          |                                          |                  |                |                                       |                                       |                                       |                                       |                                       |                                       |      |      |                                   |                                   |                                   |                                   |                                   |                                   |
|  |                                          | SP                                       | Pkt.                                     | Auf.                                     | ED                                       | HS                                       |                  |                |                                       |                                       |                                       |                                       |                                       |                                       |      |      |                                   |                                   |                                   |                                   |                                   |                                   |
|  |                                          | SP                                       | Pkt.                                     | Auf.                                     | ED                                       | HS                                       |                  |                |                                       |                                       |                                       |                                       |                                       |                                       |      |      |                                   |                                   |                                   |                                   |                                   |                                   |
|  | Filipos Kasidokostas                     | 0                                        | 18                                       | 22                                       | 0,818                                    | 3                                        |                  |                |                                       |                                       |                                       |                                       |                                       |                                       |      |      |                                   |                                   |                                   |                                   |                                   |                                   |
|  | Filipos Kasidokostas                     | 0                                        | 18                                       | 22                                       | 0,818                                    | 3                                        |                  | SP             | Pkt.                                  | Auf.                                  | ED                                    | HS                                    |                                       |                                       |      |      |                                   |                                   |                                   |                                   |                                   |                                   |
|  | Wesley de Jaeger                         | 2                                        | 30                                       | 23                                       | 1,304                                    | 5                                        |                  | SP             | Pkt.                                  | Auf.                                  | ED                                    | HS                                    |                                       |                                       |      |      |                                   |                                   |                                   |                                   |                                   |                                   |
|  | Wesley de Jaeger                         | 2                                        | 30                                       | 23                                       | 1,304                                    | 5                                        | Wesley de Jaeger | 2              | 30                                    | 37                                    | 0,810                                 | 7                                     |                                       |                                       |      |      |                                   |                                   |                                   |                                   |                                   |                                   |
|  |                                          | SP                                       | Pkt.                                     | Auf.                                     | ED                                       | HS                                       | Wesley de Jaeger | 2              | 30                                    | 37                                    | 0,810                                 | 7                                     |                                       |                                       |      |      |                                   |                                   |                                   |                                   |                                   |                                   |
|  |                                          | SP                                       | Pkt.                                     | Auf.                                     | ED                                       | HS                                       |                  | Sergio Jiménez | 0                                     | 23                                    | 36                                    | 0,638                                 | 5                                     |                                       |      |      |                                   |                                   |                                   |                                   |                                   |                                   |
|  | Sergio Jiménez                           | 2                                        | 30                                       | 30                                       | 1,000                                    | 5                                        |                  | Sergio Jiménez | 0                                     | 23                                    | 36                                    | 0,638                                 | 5                                     |                                       |      |      |                                   |                                   |                                   |                                   |                                   |                                   |
|  | Sergio Jiménez                           | 2                                        | 30                                       | 30                                       | 1,000                                    | 5                                        |                  |                |                                       |                                       |                                       |                                       |                                       | SP                                    | Pkt. | Auf. | ED                                | HS                                |                                   |                                   |                                   |                                   |
|  | Mathieu Falcioni                         | 0                                        | 19                                       | 29                                       | 0,655                                    | 3                                        |                  |                |                                       |                                       |                                       |                                       |                                       | SP                                    | Pkt. | Auf. | ED                                | HS                                |                                   |                                   |                                   |                                   |
|  | Mathieu Falcioni                         | 0                                        | 19                                       | 29                                       | 0,655                                    | 3                                        | Wesley de Jaeger | 1              | 29                                    | 33                                    | 0,878                                 | 6                                     |                                       |                                       |      |      |                                   |                                   |                                   |                                   |                                   |                                   |
|  |                                          | SP                                       | Pkt.                                     | Auf.                                     | ED                                       | HS                                       | Wesley de Jaeger | 1              | 29                                    | 33                                    | 0,878                                 | 6                                     |                                       |                                       |      |      |                                   |                                   |                                   |                                   |                                   |                                   |
|  |                                          | SP                                       | Pkt.                                     | Auf.                                     | ED                                       | HS                                       |                  | Rubén Legazpi  | 2                                     | 36                                    | 34                                    | 1,058                                 | 4                                     |                                       |      |      |                                   |                                   |                                   |                                   |                                   |                                   |
|  | Stéphane Schillinger                     | 0                                        | 6                                        | 29                                       | 0,206                                    | 2                                        |                  | Rubén Legazpi  | 2                                     | 36                                    | 34                                    | 1,058                                 | 4                                     |                                       |      |      |                                   |                                   |                                   |                                   |                                   |                                   |
|  | Stéphane Schillinger                     | 0                                        | 6                                        | 29                                       | 0,206                                    | 2                                        |                  | SP             | Pkt.                                  | Auf.                                  | ED                                    | HS                                    |                                       |                                       |      |      |                                   |                                   |                                   |                                   |                                   |                                   |
|  | Can Çapak                                | 2                                        | 30                                       | 30                                       | 1,000                                    | 3                                        |                  | SP             | Pkt.                                  | Auf.                                  | ED                                    | HS                                    |                                       |                                       |      |      |                                   |                                   |                                   |                                   |                                   |                                   |
|  | Can Çapak                                | 2                                        | 30                                       | 30                                       | 1,000                                    | 3                                        | Can Çapak        | 0              | 21                                    | 16                                    | 1,312                                 | 4                                     |                                       |                                       |      |      |                                   |                                   |                                   |                                   |                                   |                                   |
|  |                                          | SP                                       | Pkt.                                     | Auf.                                     | ED                                       | HS                                       | Can Çapak        | 0              | 21                                    | 16                                    | 1,312                                 | 4                                     |                                       |                                       |      |      |                                   |                                   |                                   |                                   |                                   |                                   |
|  |                                          | SP                                       | Pkt.                                     | Auf.                                     | ED                                       | HS                                       |                  | Rubén Legazpi  | 2                                     | 30                                    | 17                                    | 1,764                                 | 10                                    |                                       |      |      |                                   |                                   |                                   |                                   |                                   |                                   |
|  | Rubén Legazpi                            | 2                                        | 30                                       | 34                                       | 0,882                                    | 6                                        |                  | Rubén Legazpi  | 2                                     | 30                                    | 17                                    | 1,764                                 | 10                                    |                                       |      |      |                                   |                                   |                                   |                                   |                                   |                                   |
|  | Rubén Legazpi                            | 2                                        | 30                                       | 34                                       | 0,882                                    | 6                                        |                  |                |                                       |                                       |                                       |                                       |                                       |                                       |      |      |                                   |                                   |                                   |                                   |                                   |                                   |
|  | Bart Ceulemans                           | 0                                        | 13                                       | 33                                       | 0,393                                    | 3                                        |                  |                |                                       |                                       |                                       |                                       |                                       |                                       |      |      |                                   |                                   |                                   |                                   |                                   |                                   |
|  | Bart Ceulemans                           | 0                                        | 13                                       | 33                                       | 0,393                                    | 3                                        |                  |                |                                       |                                       |                                       |                                       |                                       |                                       |      |      |                                   |                                   |                                   |                                   |                                   |                                   |

Quellen:

## Abschlusstabelle
| MP    | Match Points (Sieger = 2; Unentschieden = 1; Verlierer = 0) |
| Pkte. | Erzielte Karambolagen                                       |
| Aufn. | Benötigte Versuche                                          |
| GD    | Generaldurchschnitt                                         |
| BED   | Bester Einzeldurchschnitt eines Spielers                    |
| HS    | Höchstserie                                                 |
|       | Bester GD des Turniers                                      |
|       | Bester ED des Turniers                                      |
|       | Beste HS des Turniers                                       |
|       | 1. Platz (Gold)                                             |
|       | 2. Platz (Silber)                                           |
|       | 3. Platz (Bronze)                                           |

| Endklassement              | Endklassement | Endklassement         | Endklassement | Endklassement | Endklassement | Endklassement | Endklassement | Endklassement | Endklassement |
| Phase                      | Platz         | Name                  | MP            | SV            | Pkt.          | Aufn.         | GD            | BED           | HS            |
| -------------------------- | ------------- | --------------------- | ------------- | ------------- | ------------- | ------------- | ------------- | ------------- | ------------- |
| Finale                     | 1             | Rubén Legazpi         | 12:0          | 12:2          | 198           | 177           | 1,118         | 1,764         | 10            |
| Finale                     | 2             | Wesley de Jaeger      | 8:4           | 9:5           | 180           | 204           | 0,882         | 1,304         | 7             |
| Halb- finale               | 3             | Sergio Jiménez        | 8:2           | 8:4           | 167           | 178           | 0,938         | 1,500         | 8             |
| Halb- finale               | 3             | Can Çapak             | 6:4           | 7:4           | 135           | 117           | 1,153         | 1,304         | 6             |
| Viertel- finale            | 5             | Filipos Kasidokostas  | 6:2           | 6:3           | 122           | 85            | 1,435         | 2,000         | 11            |
| Viertel- finale            | 6             | Stéphane Schillinger  | 6:2           | 6:3           | 109           | 147           | 0,741         | 1,048         | 6             |
| Viertel- finale            | 7             | Mathieu Falcioni      | 4:4           | 4:4           | 97            | 130           | 0,746         | 1,200         | 6             |
| Viertel- finale            | 8             | Bart Ceulemans        | 2:6           | 4:7           | 114           | 175           | 0,651         | 0,688         | 6             |
| Gruppen- phase             | 9             | Alain Houlman         | 2             | 4:5           | 108           | 167           | 0,646         | 0,698         | 7             |
| Gruppen- phase             | 10            | Miroslav Baca         | 2             | 3:5           | 80            | 124           | 0,645         | 0,750         | 8             |
| Gruppen- phase             | 11            | Thomas Knudsen        | 2             | 2:5           | 68            | 100           | 0,680         | 1,050         | 4             |
| Gruppen- phase             | 12            | Balázs Léb            | 2             | 2:5           | 69            | 113           | 0,610         | 0,602         | 6             |
| Gruppen- phase             | 13            | Philipp Leu           | 2             | 3:5           | 83            | 116           | 0,715         | 0,933         | 6             |
| Gruppen- phase             | 14            | Christo Korilis       | 0             | 3:6           | 98            | 130           | 0,753         | -             | 6             |
| Gruppen- phase             | 15            | Martien van der Spoel | 0             | 1:6           | 72            | 97            | 0,742         | -             | 6             |
| Gruppen- phase             | 16            | Christian Mooren      | 0             | 1:6           | 59            | 109           | 0,541         | -             | 4             |
| Turnierdurchschnitt: 0,810 |               |                       |               |               |               |               |               |               |               |